# جهود عزل جورج دبليو بوش

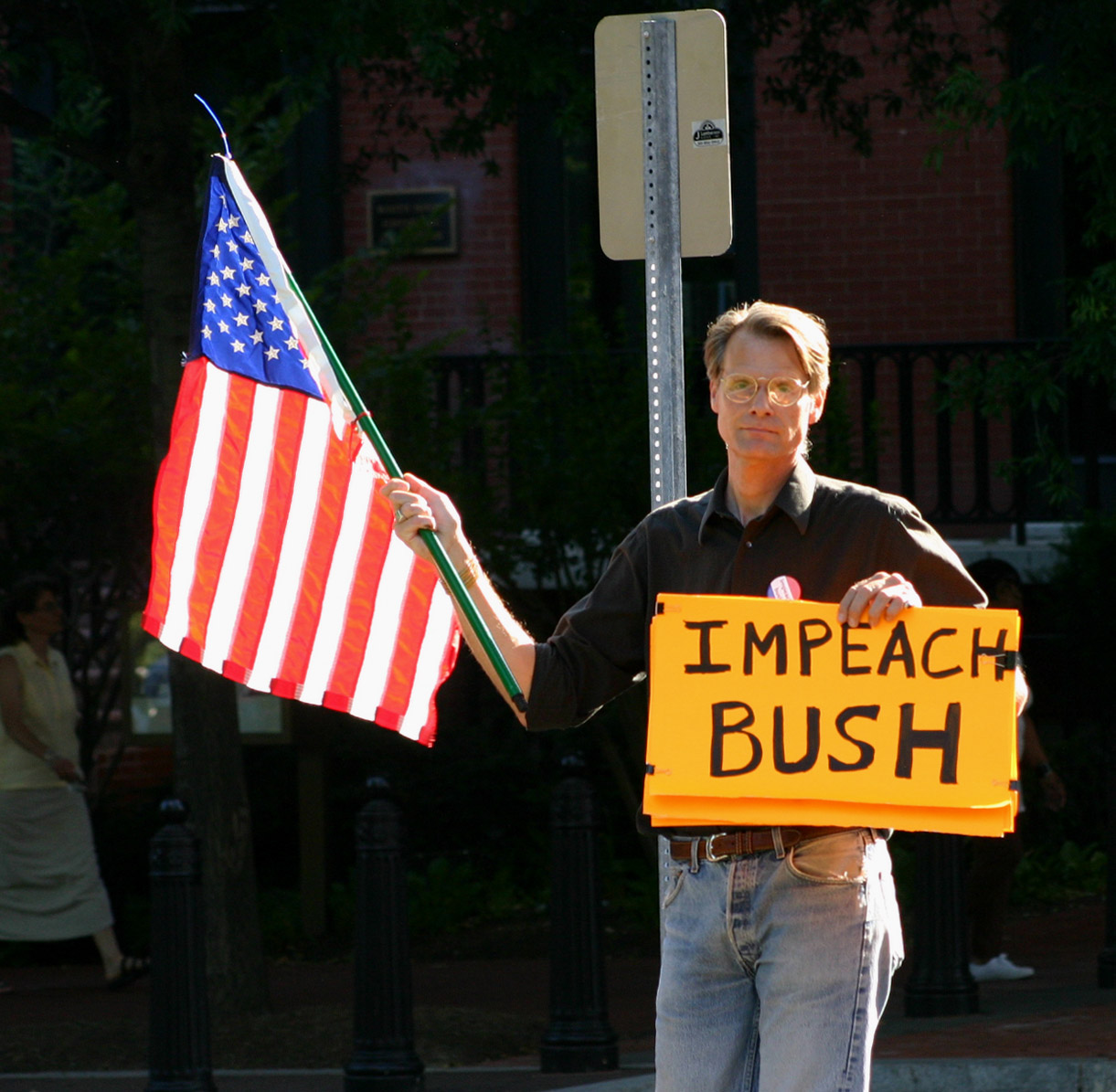
متظاهر يطالب بعزل بوش في 16 يونيو 2005

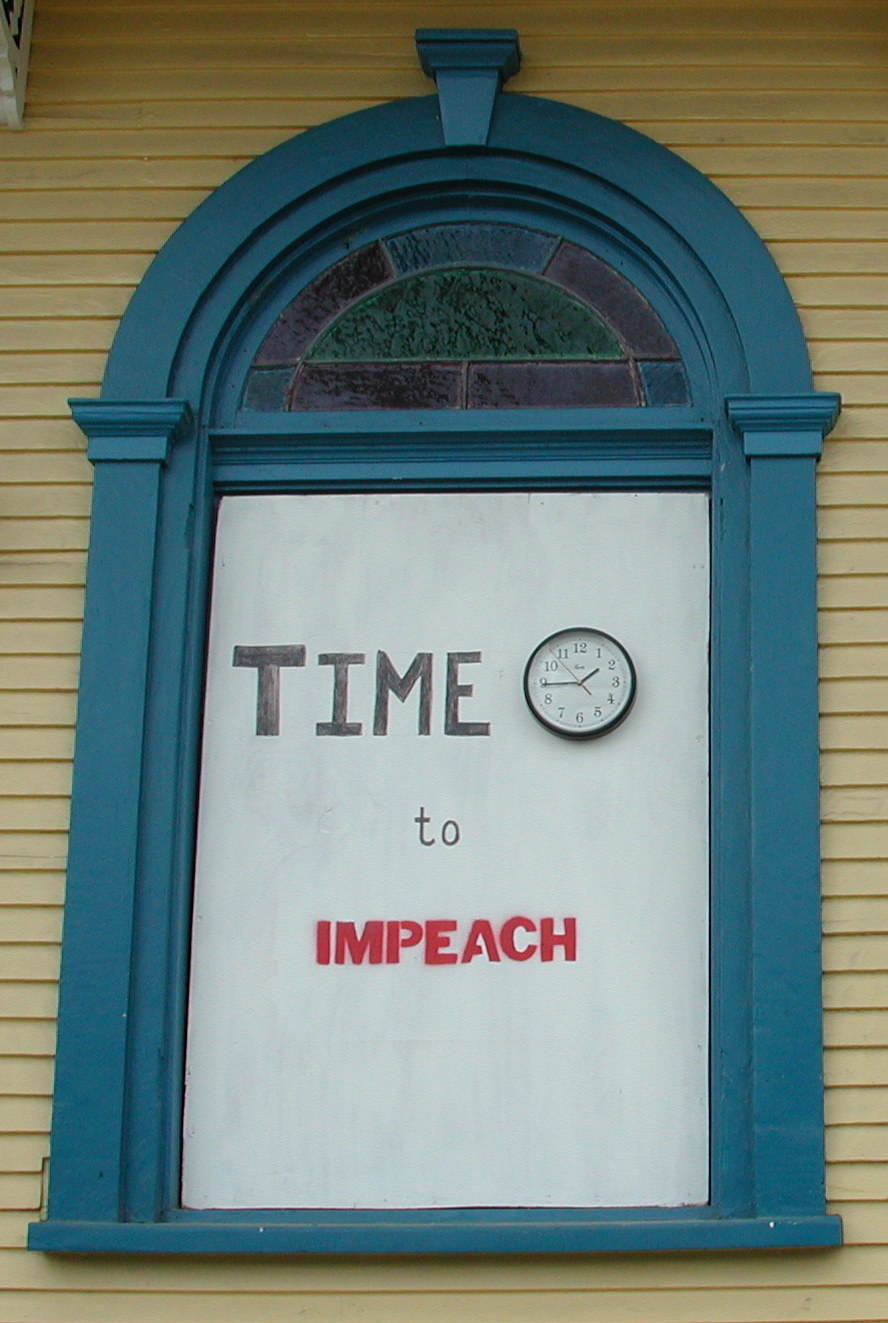
نافذة عرض في نيو أورليانز تدعو إلى عزل الرئيس في مارس 2006

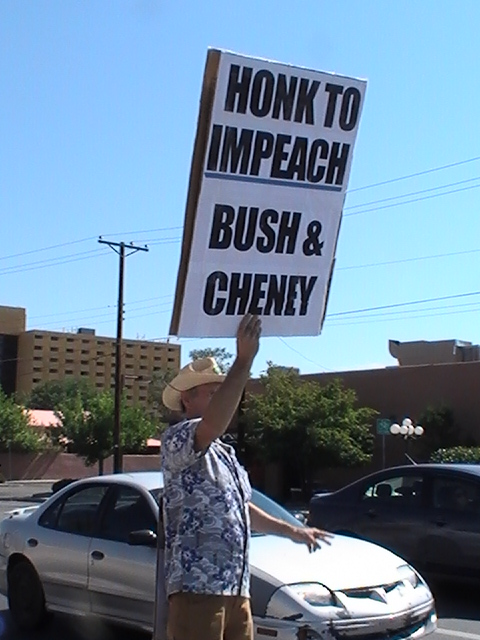
رجل يتظاهر في ألبوكيركي، نيو مكسيكو، دعماً لعزل بوش ونائبه ديك تشيني في يوليو/تموز 2008

خلال فترة رئاسة جورج دبليو بوش، سعى العديد من السياسيين الأمريكيين إما إلى التحقيق مع بوش بشأن المخالفات المحتملة التي تستوجب العزل، أو إلى توجيه اتهامات فعلية للعزل على أرضية اللجنة القضائية بمجلس النواب الأمريكي. وقد حدثت أهم هذه الجهود في 10 يونيو 2008، عندما قدم عضو الكونجرس دينيس كوتشينيتش، إلى جانب الراعي المشارك روبرت ويكسلر، 35 مادة عزل ضد بوش إلى مجلس النواب الأمريكي. وصوت مجلس النواب بأغلبية 251 صوتًا مقابل 166 لإحالة قرار العزل إلى اللجنة القضائية في 11 يونيو، حيث لم يُتَّخَذأي إجراء آخر بشأنه. انتهت رئاسة بوش في 20 يناير 2009، مع اكتمال فترة ولايته الثانية في منصبه، مما جعل جهود العزل غير ذات جدوى.

## مقالات عزل كوسينيتش-ويكسلر
احتوى قرار عزل كوسينيتش-ويكسلر على 35 مادة عزل تغطي حرب العراق، وقضية فاليري بليم، وإثارة قضية الحرب مع إيران، وأسر ومعاملة أسرى الحرب، والتجسس أو التنصت داخل الولايات المتحدة، واستخدام بيانات التوقيع، والفشل في الامتثال لاستدعاءات الكونجرس، وانتخابات عام 2004، والرعاية الطبية، وإعصار كاترينا، والاحتباس الحراري، وهجمات 11 سبتمبر.
كان غزو العراق عام 2003 الجزء الأبرز من مواد العزل التي قدمها كوسينيتش وويكسلر. تتعلق خمس عشرة مادة من أصل خمس وثلاثين مادة مباشرة بسوء سلوك مزعوم من جانب بوش في سعيه للحصول على تفويض الحرب، وفي إدارة العمل العسكري نفسه. وتتناول خمس مواد أخرى مزاعم تتعلق جزئيًا أو من جهة ثالثة بالحرب، بما في ذلك "فضح" فاليري بليم، ومعاملة السجناء (سواء في العراق أو من العمليات في أفغانستان ودول أخرى)، وبناء حجة لاعتبار إيران تهديدًا قائمًا جزئيًا على مزاعم أفعال إيرانية في العراق.

### مبرر الغزو
تتهم المواد الأربع الأولى من محاكمة الرئيس بخلق قضية غير قانونية لشن حرب على العراق، بما في ذلك اتهامات بشن حملة دعائية، وتصوير العراق زوراً على أنه مسؤول عن أحداث الحادي عشر من سبتمبر، وتصوير العراق زوراً على أنه خطر وشيك على الولايات المتحدة.

### شرعية الغزو
وتتناول المواد من 5 إلى 8 والمادة 12 غزو العراق وتتضمن اتهامات بأن الأموال أُنفقت بشكل غير مشروع قبل الحرب، وأن الحرب كانت انتهاكاً لقرار مجلس الأمن رقم 114، وأن العراق غُزي دون إعلان حرب، وأن الحرب كانت انتهاكاً لميثاق الأمم المتحدة، وأن الغرض من الحرب كان السيطرة على إمدادات النفط في البلاد.

### تدبير حرب العراق
تتناول المواد 9 و10 و11 و13 إدارة الحرب، بما في ذلك عدم تزويد القوات بدروع واقية، وتزوير أعداد القتلى والجرحى من القوات الأمريكية، وإنشاء قاعدة عسكرية دائمة في العراق، وتشكيل فرقة عمل سرية لوضع سياسات الطاقة والسياسة العسكرية المتعلقة بالعراق ودول أخرى. وتغطي المادتان 15 و16 مسألة المتعاقدين في العراق، وتتهمان الرئيس بإساءة إنفاق الأموال على المتعاقدين ومنحهم الحصانة.

### فاليري بليم
المادة 14 تتعلق بالكشف عن هوية عميلة وكالة المخابرات المركزية فاليري بليم.

### معاملة المعتقلين
وتتعلق المواد من 17 إلى 20 بمعاملة المعتقلين، و"اختطاف" واحتجاز الرعايا الأجانب، واستخدام التعذيب.

### محاولة الإطاحة بالحكومة الإيرانية
وتزعم المادة 21 أن الرئيس ضلل الكونجرس والشعب الأمريكي بشأن التهديدات القادمة من إيران، ودعم المنظمات الإرهابية داخل إيران، بهدف الإطاحة بالحكومة الإيرانية.

### الجدل حول مراقبة وكالة الأمن القومي دون مذكرة قضائية
وتتهم المادتان 24 و25 الرئيس بالتجسس بشكل غير قانوني على المواطنين الأميركيين، وتوجيه شركات الاتصالات الأميركية لإنشاء قواعد بيانات للمواطنين، وانتهاك التعديل الرابع من دستور الولايات المتحدة.

### بيانات التوقيع
المادة 26 تتعلق باستخدام الرئيس لبيانات التوقيع.

### استدعاءات الكونجرس
المادة 27 تتعلق بعدم الامتثال لاستدعاءات الكونجرس.

### انتخابات 2004
وتتهم المادتان 28 و29 الرئيس بالتلاعب بالانتخابات التي جرت عام 2004 وانتهاك قانون حقوق التصويت لعام 1965.

### الرعاية الطبية
تنص المادة 30 على "تضليل الكونجرس والشعب الأمريكي في محاولة لتدمير الرعاية الطبية".

### كاترينا
المادة 31 تتعلق بالفشل المفترض في التخطيط والاستجابة لإعصار كاترينا.

### الاحتباس الحراري العالمي
المادة 32 تتهم الرئيس بـ "تقويض الجهود المبذولة لمعالجة تغير المناخ العالمي بشكل منهجي".

### 11/9
تتعلق المواد 33 و34 و35 بأحداث 11 سبتمبر، حيث تزعم أن الرئيس فشل في الرد على معلومات استخباراتية سابقة، وعرقل التحقيقات التي جرت بعد أحداث 11 سبتمبر، وعرض صحة المستجيبين الأوائل للأحداث للخطر.

## الآراء والأفعال السياسية
بدأت الجهود المبكرة لعزل بوش من قبل المدعي العام في إدارة ليندون جونسون رامزي كلارك.

### الديمقراطيون في الكونجرس
في 16 يونيو/حزيران 2005، عقد النائب جون كونيرز (ديمقراطي من ميشيغان ) اجتماعًا غير رسمي لمناقشة مذكرة داونينج ستريت ودراسة أسباب العزل. قدّم كونيرز قرارًا في 18 ديسمبر/كانون الأول 2005 لتشكيل لجنة تحقيق للنظر في العزل. حظي قراره بتأييد 38 عضوًا قبل انتهاء صلاحيته بنهاية الدورة 109 للكونغرس. ولم يُعِد تقديم قرار مماثل للدورة 110 للكونغرس.
كان كيث إليسون (ديمقراطي من مينيسوتا) الشخصية الرائدة وراء قرار عزل بوش الذي عُرض على مجلس نواب ولاية مينيسوتا في مايو 2006. انتُخب إليسون لعضوية مجلس النواب الأمريكي في نوفمبر 2006. وخلال الحملة الانتخابية، وعند تعيينه في اللجنة القضائية بمجلس النواب، دعا إليسون مرارًا وتكرارًا إلى إجراء تحقيق في احتمال عزله. ودعمًا لترشحه، "تلقى مساهمة قدرها 1000 دولار من لجنة ImpeachPAC". وأشار إليسون لاحقًا إلى أن "آرائه لم تتغير بمرور الوقت، ولكن الظروف" المتعلقة بمنصبه في الكونجرس قد تغيرت، وأنه كان "خطوة قبل العزل".
وفي جلسة استماع غير رسمية أخرى عقدها كونيرز في العشرين من يناير/كانون الثاني 2006، دعا النائب جيرولد نادلر (من الحزب الديمقراطي في نيويورك) اللجنة إلى استكشاف ما إذا كان ينبغي محاكمة بوش، نتيجة لقراره بالسماح بالمراقبة الداخلية دون مراجعة قضائية.
في 10 مايو 2006، أشارت زعيمة الأقلية في مجلس النواب نانسي بيلوسي (ديمقراطية - كاليفورنيا) إلى أنها غير مهتمة بمتابعة إجراءات العزل وأنها سحبت الأمر "من على الطاولة"، وكررت هذه العبارة في 8 نوفمبر 2006، بعد الانتخابات. في يوليو 2007، صرحت بيلوسي أنها "ربما ستدافع" عن عزل بوش إذا لم تكن في مجلس النواب أو رئيسة مجلس النواب.
في 8 ديسمبر 2006 (اليوم الأخير من الكونجرس رقم 109)، قدمت النائبة سينثيا ماكيني (ديمقراطية من جورجيا) آنذاك قرارًا، H. Res. 1106. انتهى مشروع القانون مع انتهاء الكونجرس رقم 109.
أثار جون كونيرز موضوع المساءلة في برنامج This Week مع جورج ستيفانوبولوس المذاع في الثامن من يوليو 2007، قائلاً:
ونحن نأمل أنه مع وصول الصيحات المطالبة بإزالة تشيني وبوش الآن إلى 46% و58% على التوالي من أجل عزلهما، فإننا نستطيع أن نبدأ في أن نصبح أكثر تعاوناً، إن لم يكن حتى أكثر ودية، في محاولة الوصول إلى حقيقة هذه المسائل.
كانت النقطة الرئيسية للمرشح الرئاسي دينيس كوسينيتش في المناظرة الرئاسية الديمقراطية في 30 أكتوبر 2007، هي أنه يجب عزل بوش وتشيني بسبب حرب العراق. في 6 نوفمبر 2007، قدم كوتشينيتش قرارًا لعزل نائب الرئيس تشيني في مجلس النواب.
في نوفمبر 2007، صرح جو بايدن، الذي كان آنذاك مرشحًا للرئاسة عن الحزب الديمقراطي في عام 2008، أنه سيتحرك لعزل الرئيس بوش إذا قام بقصف إيران دون الحصول على موافقة الكونجرس أولاً. ومع ذلك، لم يحدث مثل هذا القصف خلال بقية فترة ولاية بوش.
في 9 يونيو 2008، قدم النائب دينيس كوسينيتش (ديمقراطي من ولاية أوهايو) قرارًا، H.Res. 1258، لعزل الرئيس جورج دبليو بوش، والذي تضمن ٣٥ تهمة في مواد العزل. في نهاية مساء يوم 10 يونيو، قدم كوتشينيتش اقتراحًا بإحالة القرار رقم 1258 إلى اللجنة القضائية بمجلس النواب. في ١١ يونيو، صوّت مجلس النواب بأغلبية 251 صوتًا مقابل 166 لإحالة القرار إلى اللجنة. لم تؤيد رئيسة مجلس النواب نانسي بيلوسي مساعي عزل الرئيس بوش، إذ رأت أن هذه الخطوة "ستُثير الانقسام ولن تنجح على الأرجح".
في 14 يوليو/تموز 2008، قدم كوتشينيتش قرار عزل جديد (H.Res. 1345) مقتصرة على عدد واحد.

### إجراءات الحزب الديمقراطي على مستوى الولاية
في 21 مارس 2006، اعتمد الحزب الديمقراطي في نيو مكسيكو، في مؤتمره في ألبوكيركي، بندًا لبرنامجه ينص على أن "الحزب الديمقراطي في نيو مكسيكو يدعم محاكمة جورج بوش وإقالته القانونية من منصبه".
في 24 مارس 2007، صوتت لجنة ولاية فيرمونت الديمقراطية لدعم JRH 15، وهو قرار تشريعي للولاية يدعم المساءلة، داعية إلى إقراره باعتباره "إجراءً مناسبًا".
في الثاني من يناير عام 2008، قدمت بيتي هول، النائبة الديمقراطية عن ولاية نيو هامبشاير، والبالغة من العمر 87 عامًا، والتي قضت أربعة عشر دورة، قرار مجلس نواب نيو هامبشاير رقم 24 في لجنة العلاقات بين الولايات والحكومة الفيدرالية وشؤون المحاربين القدامى بمجلس نواب نيو هامبشاير. وكان القرار "يطلب من الكونجرس بدء إجراءات عزل" بوش وتشيني بتهمة "الجرائم والجنح الكبرى"، بما في ذلك التجسس المحلي، والاحتجاز غير القانوني، وتوقيع البيانات، والدعاية الانتخابية، وخرق المعاهدات الدولية، وجرائم الحرب. كما أكد مشروع القانون على أن "المادة 603 من دليل جيفرسون للممارسات البرلمانية تنص على أنه يجوز لمجلس النواب الأمريكي تحريك إجراءات العزل من خلال توجيه اتهامات من الهيئة التشريعية للولاية".
في 20 فبراير 2008، حُكم على مشروع القانون بأنه "غير مناسب للتشريع" لتمريره بأغلبية 10 أصوات مقابل 5 داخل اللجنة، والتي أحالت القرار إلى مجلس النواب بكامل هيئته للتصويت عليه. قُدِّم مشروع القانون إلى مجلس نواب نيو هامبشاير في 16 أبريل 2008. بعد ثلاث محاولات فاشلة لإزالة مشروع القانون من على الطاولة، مات على الطاولة في 24 سبتمبر 2008.

### الجمهوريون في مجلس النواب
في 25 يوليو/تموز 2008، صرّح النائب مايك بنس (عن ولاية إنديانا) بأن بوش لم يخالف القانون لمصلحته الشخصية. واستشهد أيضًا بواضعي الدستور، وقال إنه يجب علينا استخدام "حكمنا الصائب" فيما يتعلق بنية عزله.

## قرارات البلدية والإقليمية التي تؤيد العزل
بحلول أوائل عام 2006، بدأت العديد من البلديات (الكبيرة والصغيرة، وفي مناطق مختلفة من الولايات المتحدة) في النظر في قرارات تؤيد عزل بوش. وبحلول يونيو 2007، اعتمدت 79 حكومة بلدية قرارات تعبر عن دعمها لعزل بوش ومسؤولين آخرين في إدارة بوش.
اعتمدت عدة حكومات مقاطعات قراراتٍ تُعرب عن دعمها لعزل بوش. ومن أوائل الحكومات التي اتخذت هذا القرار مقاطعة دان، ويسكونسن، في أغسطس/آب 2007.

## ملخص قرارات العزل المقدمة
قرارات العزل المقدمة في الدورة 109 للكونغرس الأمريكي
| القرار #      | تاريخ التقديم  | راعي                            | عدد الرعاة المشاركين | الإجراء المطلوب | سبب | الإجراءات المتخذة                                    | المرجع |
| ------------- | -------------- | ------------------------------- | -------------------- | --------------- | --- | ---------------------------------------------------- | ------ |
| قرار رقم 635  | 18 ديسمبر 2005 | جون كونيرز (ديمقراطي - ميشيغان) | 38                   | إطلاق تحقيق عزل | تتضمن الاتهامات الموجهة لإدارة بوش "النية لشن الحرب قبل الحصول على إذن الكونجرس، والتلاعب بمعلومات استخباراتية قبل الحرب، وتشجيع التعذيب ودعمه، والانتقام من المنتقدين". | أُحيل إلى لجنة القواعد بمجلس النواب في 18 ديسمبر 2005 | [ 32 ] |
| قرار رقم 1106 | 8 ديسمبر 2006  | سينثيا ماكيني (D–GA)            | 0                    | عزل بوش         | "الجرائم الكبرى والجنح المزعومة" الموضحة في ثلاث مواد من مواد المساءلة: - المادة الأولى: "التقصير في الحفاظ على الدستور وحمايته والدفاع عنه"، منتهكًا بذلك قسمه الرئاسي، وذلك بـ"التلاعب بالمعلومات الاستخباراتية والكذب لتبرير الحرب". - المادة الثانية: "إساءة استخدام المنصب وامتيازات السلطة التنفيذية"، منتهكًا بذلك قسمه الرئاسي، وذلك بـ"تجاهله لهذا القسم بعرقلة وإعاقة عمل هيئات التحقيق في الكونغرس، والسعي إلى توسيع نطاق صلاحيات منصبه"، بالإضافة إلى "التقاعس عن التحقيق مع المسؤولين عن نمط مستمر من الإهمال وعدم الكفاءة وسوء التصرف، بما يضر بالشعب الأمريكي" (بما في ذلك نائب الرئيس ديك تشيني ومستشارة الأمن القومي كوندوليزا رايس). - المادة الثالثة: "الفشل في ضمان تنفيذ القوانين بأمانة"، في انتهاك لواجباته بموجب المادة الثانية، القسم الثالث من دستور الولايات المتحدة من خلال "انتهاك حرف وروح القوانين وقواعد الإجراءات الجنائية المستخدمة من قبل المحاكم المدنية والعسكرية، وانتهاك أو تجاهل القواعد والممارسات التنظيمية التي تنفذ القانون"، في سلوك يشمل "التجسس المحلي غير القانوني"، أي "انتهاكًا لقانون مراقبة الاستخبارات الأجنبية" |                                                      |        |

قرارات العزل المقدمة في الدورة 110 للكونغرس الأمريكي
| القرار #                   | تاريخ التقديم | راعي                       | عدد الرعاة المشاركين | الإجراء المطلوب | سبب | الإجراءات المتخذة                                                   | المرجع |
| -------------------------- | ------------- | -------------------------- | -------------------- | --------------- | --- | ------------------------------------------------------------------- | ------ |
| قرار رقم 1258              | 11 يونيو 2008 | دينيس كوتشينيتش (د-أوهايو) | 11                   | عزل بوش         | يُزعم ارتكابه "جرائم وجنح كبرى" في انتهاك لقسمه الذي أدى فيه منصبه، والموضح في 28 مادة من مواد المساءلة.                                           | أُحيل (بتصويت 251-166) إلى لجنة القضاء بمجلس النواب في 11 يونيو 2008 | [ 33 ] |
| قرار مجلس الوزراء رقم 1345 | 15 يوليو 2008 | دينيس كوتشينيتش (د-أوهايو) | 4                    | عزل بوش         | "خداع الكونجرس بتهديدات ملفقة حول أسلحة الدمار الشامل العراقية للحصول بطريقة احتيالية على الدعم اللازم لتفويض استخدام القوة العسكرية ضد العراق ". | أُحيل (بتصويت 238-180) إلى لجنة القضاء بمجلس النواب في 8 ديسمبر 2006 | [ 34 ] |

## قراءة إضافية
- جون بونيفاز، الملك المحارب: قضية عزل جورج بوش، (2003)
- ديف ليندورف وباربرا أولشانسكي، قضية العزل: الحجة القانونية لإقالة الرئيس جورج دبليو بوش من منصبه، (2006)
- دينيس لو وبيتر فيليبس، المحرران، عزل الرئيس: القضية ضد بوش وتشيني ، (2006)
- جون نيكولز، عبقرية المساءلة: علاج المؤسسين للملكية، (2006)
- إليزابيث دي لا فيجا، الولايات المتحدة ضد بوش، (2006)
- تشارلز بلاك، العزل: دليل (سلسلة ييل فاست باك)، (إعادة إصدار عام 1998)
- جلين غرينوالد، كيف يتصرف الوطني؟ الدفاع عن القيم الأمريكية في وجه رئيسٍ مُتمرد، (2006)
- إليزابيث هولتزمان مع سينثيا كوبر، عزل جورج دبليو بوش: دليل عملي للمواطنين المعنيين، (2006)
- مارغوري كوهن، جمهورية الكاوبوي: ست طرق تحدت بها عصابة بوش القانون، (2007)
- تشارلي سافاج، الاستيلاء: عودة الرئاسة الإمبراطورية وتخريب الديمقراطية الأمريكية، (2007)
- فينسنت بوغليوسي، محاكمة جورج دبليو بوش بتهمة القتل، (2008)

## روابط خارجية
- مواد العزل الخمس والثلاثون ومبررات محاكمة جورج دبليو بوش ، بقلم النائب دينيس كوتشينيتش . نسخة PDF مجانية .
- فاينجولد سيقدم قرارات تنتقد الرئيس بوش ونائب الرئيس تشيني ومسؤولين آخرين في الإدارة (22 يوليو/تموز 2007)
- صحيفة بيل مويرز الصادرة في 13 يوليو 2007 بعنوان "حديث صارم حول المساءلة" مع التركيز على القضايا الدستورية
- محاكمة جورج دبليو بوش نسخة محفوظة 2006-03-18 على موقع واي باك مشين. مقال في عدد 30 يناير 2006 من مجلة The Nation| - ع - ن - ت جورج بوش الابن                                                                                                                     | - ع - ن - ت جورج بوش الابن                                                                                                                                                                                                                                                                                                                                                                                                                                                                                                                                                                                                                                                                                                                                                                                                                          | - ع - ن - ت جورج بوش الابن |
| --- | --- | -------------------------- |
| - رئيس الولايات المتحدة الثالث والأربعون (2001–2009) - 46th حاكم ولاية تكساس (1995–2000) - مالك تكساس رينجرز (1989–1998) - وُلِد في 6 يوليو 1946 | |                            |
| الرئاسة | - التنصيب الأول لجورج بوش الابن - التنصيب الثاني لجورج بوش الابن - الفترة الرئاسية الأولى - الفترة الرئاسية الثانية - السياسة الداخلية - التشريعات والبرامج - السياسة الاقتصادية - السياسة الخارجية - الرحلات الدولية - عقيدة بوش - لقاء بوش وبوتين (2001) - لقاء بوش-بوتين (2005) - الحرب في أفغانستان - الاتفاقية العراقية الأمريكية 2008 - قانون باتريوت آكت - قانون عدم ترك أي طفل عن الركب - قانون تحسين وتحديث الأدوية الموصوفة في الرعاية الطبية - فيلق الحرية الأمريكي - وزارة الأمن الداخلي - سياسة الفضاء - معاهدة تخفيض الأسلحة الهجومية الاستراتيجية - الحرب على الإرهاب - مجلس الرئيس للخدمة والمشاركة المدنية - الجائزة - الجدل القائم حول فصل وكلاء وزارة العدل الأمريكية - جدل حول رسائل البريد الإلكتروني - التعيينات القضائية - المحكمة العليا - جدل - مجلس الوزراء - العفو - جهود العزل - الأوامر التنفيذية - الإعلانات الرئاسية |                            |
| الحياة | - المكتبة الرئاسية - صورة رئاسية - الحياة المبكرة - جدل حول الخدمة العسكرية (جدل حول وثائق كيليان ومشكلات حول صحة الوثائق) - الحياة المهنية - حكم تكساس - مزرعة برايري تشابل - مجمع بوش - صندوق كلينتون بوش لهايتي |                            |
| الخطابات | - محور الشر - المهمة تم إنجازها - خطاب حالة الاتحاد - 2002 - 2003 - 2004 - 2005 - 2006 - 2007 - 2008 |                            |
| الانتخابات | - انتخابات مجلس النواب الأمريكي 1978 [الإنجليزية]‏ - انتخابات ولاية تكساس: 1994 - 1998 - الحملات الرئاسية: 2000 - 2004 - الانتخابات الرئاسية للحزب الجمهوري: 2000 - 2004 - الاتفاقيات الوطنية الجمهورية: 2000 - 2004 - الانتخابات الرئاسية الأمريكية: 2000 - بوش ضد آل جور - 2004 |                            |
| الانتقادات | - البوشية - ألقاب - كموضوع للكتب والأفلام - تصوير خيالي |                            |
| الكتب | - مهمة يجب الحفاظ عليها (1999) - نقاط اتخاذ القرار (2010) - 41: صورة لوالدي (2014) - صور الشجاعة (2017) |                            |
| العائلة | - لورا بوش (الزوجة) - باربرا بيرس بوش (الابنة) - جينا بوش (الابنة) - جورج بوش الأب (الأب - الرئاسة) - باربرا بوش (الأم) - روبن بوش (الأخت) - جيب بوش (الأخ) - نيل بوش (الأخ) - مارفن بوش (الأخ) - دوروثي بوش كوش (الأخت) - بريسكوت شيلدون بوش (الجد) - جورج بريسكوت بوش (ابن شقيق) - بارني (الكلب) - ميس بيزلي (الكلب) - إنديا (القطة) - سبوت فيتشير (الكلب) |                            |
| - بيل كلينتون - باراك أوباما - Book - تصنيف:جورج بوش الابن - Commons                                                                           | |                            || - ع - ن - ت حرب العراق (2003–2011)     | - ع - ن - ت حرب العراق (2003–2011) |
| -------------------------------------- | --- |
| - جزء من صراع العراق                   | |
| المقدمات                               | - الأساس المنطقي لحرب العراق - أنابيب الألومنيوم العراقية - أزمة نزع سلاح العراق - العراق وأسلحة الدمار الشامل - عمليات تزوير يورانيوم النيجر - برنامج الأسلحة البيولوجية العراقية - مبادرات السلام الفاشلة العراقية - مشروعية حرب العراق 2003 - الرأي العام في الولايات المتحدة بشأن غزو العراق - التغطية الإعلامية لحرب العراق - مقابلة صدام - انتهاكات مسندة إلى صدام حسين - حقوق الإنسان في العراق |
| الغزو                                  | - الخط الزمني لغزو العراق 2003 - التحضيرات لغزو العراق 2003 ‏ - القوات متعددة الجنسيات في العراق - معركة الناصرية - سقوط بغداد - معركة ممر ديبكة - إسقاط تمثال صدام في ساحة الفردوس - خطاب المهمة أنجزت - التكهن بأسلحة الدمار الشامل عقب غزو العراق عام 2003 - سلطة الائتلاف المؤقتة |
| الأحداث الرئيسة                        | - غزو العراق (2003) - إعدام صدام حسين (2006) - حرب العراق بمحافظة الأنبار (2003–2011) - جماعات مسلحة عراقية (2003–2011) - التمرد العراقي (2003–2006) - الحرب الأهلية العراقية (2006–2008) - اتفاق انسحاب القوات الأمريكية من العراق (2007–2011) |
| العمليات                               | \| 2003 \| - التنين محمول جوا [لغات أخرى]‏ - بابل القديمة - حربة البرق [لغات أخرى]‏ - بلدوغ ماموث [لغات أخرى]‏ - الإسهام الأسترالي - عقرب الصحراء [لغات أخرى]‏ - العمليات العسكرية للائتلاف - المطرقة الحديدية [لغات أخرى]‏ - العدالة الحديدية [لغات أخرى]‏ - آيفي بليزارد [لغات أخرى]‏ - التأخر في الشمال [لغات أخرى]‏ - Panther Squeeze [لغات أخرى]‏ - Peninsula Strike [لغات أخرى]‏ - عملية كوكب إكس ‏ - عملية الفجر الأحمر - عملية تليك \| \| 2004 \| - معركة سامراء - Bulldog Mammoth [لغات أخرى]‏ - عملية أطفال العراق - Iron Saber [لغات أخرى]‏ - معركة الفلوجة الثانية - معركة الفلوجة الثانية - Phantom Linebacker [لغات أخرى]‏ - Plymouth Rock [لغات أخرى]‏ - معركة الفلوجة الأولى - Warrior's Rage [لغات أخرى]‏ \| \| 2005 \| - Able Rising Force ‏ - Able Warrior ‏ - Badlands - عملية سايكلون - Dagger - Iron Hammer [لغات أخرى]‏ - ماتادور - New Market [لغات أخرى]‏ - الرمح - Squeeze Play [لغات أخرى]‏ - الستارة الفولاذية \| \| 2006 \| - الماجد - Gaugamela - Guardian Tiger ‏ - Iron Triangle [لغات أخرى]‏ - عملية ميدوسا - River Falcon ‏ - Scorpion - عملية سندباد [لغات أخرى]‏ - Swarmer - عملية معا إلى الأمام \| \| 2007 \| - عملية اللجاه [لغات أخرى]‏ - Arbead II ‏ - عملية آردنس [لغات أخرى]‏ - عملية النسر الأسود - عملية النسر المغوار - عملية فورسيث بارك ‏ - عملية فرض القانون - Leyte Gulf [لغات أخرى]‏ - Marne Avalanche [لغات أخرى]‏ - عملية شعلة مارن ‏ - عملية ماوتني [لغات أخرى]‏ - Phantom Strike [لغات أخرى]‏ - فانتوم ثاندر [لغات أخرى]‏ - Polar Tempest ‏ - Purple Haze ‏ - Saber Guardian [لغات أخرى]‏ - Sledgehammer - Stampede 3 [لغات أخرى]‏ - Tiger Hammer [لغات أخرى]‏ - عملية الحارس الشجاع ‏ \| \| 2008 \| - Operation Defeat Al Qaeda in the North - بشائر الخير - Operation Phantom Phoenix \| |
| ما بعد الحرب                           | - الأمر 81 - التمرد العراقي (2011–2013) - التدخل العسكري الدولي ضد تنظيم الدولة الإسلامية (داعش) (2014–الآن) - التدخل بقيادة الولايات المتحدة في العراق - الحرب الأهلية العراقية (2014–2017) (2014–2017) - التمرد العراقي (2017–الآن) (2017–الآن) |
| مواقف وآراء                            | - وجهات النظر حول غزو العراق عام 2003 - مشروعية غزو العراق عام 2003 - معارضة حرب العراق - احتجاجات ضد حرب العراق - نقد حرب العراق - مجلس الأمن الدولي وحرب العراق - المواقف الحكومية من حرب العراق قبل غزو العراق عام 2003 |
| جرائم الحرب                            | - مقتل الصحفيين بنيران القوات الأمريكية (2003) - مجزرة الفلوجة (2003) - إساءة معاملة السجناء والتعذيب في سجن أبي غريب (2004) - مجزرة حفلة عرس مكر الذيب (2004) - مجزرة حديثة (2005) - جرائم المحمودية (2006) - حادثة الإسحاقي (2006) - حادثة الحمدانية (2006) - الغارة الجوية على بغداد في 12 يوليو 2007 (2007) - مجزرة ساحة النسور (2007) - تسريب وثائق حرب العراق (2010) |
| التأثير                                | - لاجئون عراقيون - فريق الاستقصاء المتعلق بالعراق - أضرار بغداد خلال حرب العراق - نهب الآثار - مجلس الحكم العراقي - إعادة إعمار العراق - الإصلاح الاقتصادي في العراق - التكلفة المالية - ضحايا حرب العراق - لجنة تشيلكوت - حقوق الإنسان في العراق - كندا وحرب العراق |
| النصب التذكارية                        | - نصب العراق وأفغانستان التذكاري |
| قوائم                                  | - العمليات العسكرية في العراق من جانب الائتلاف بقيادة الولايات المتحدة - التفجيرات - إسقاطات الطيران والحوادث |
| الجدول الزمني للحرب                    | - 2003 - 2004 - 2005 - 2006 - 2007 - 2008 - 2009 - 2010 - 2011 |
| - تصنيف:حرب العراق - أخبار - ويكيميديا | |
| 2003                                   | - التنين محمول جوا [لغات أخرى]‏ - بابل القديمة - حربة البرق [لغات أخرى]‏ - بلدوغ ماموث [لغات أخرى]‏ - الإسهام الأسترالي - عقرب الصحراء [لغات أخرى]‏ - العمليات العسكرية للائتلاف - المطرقة الحديدية [لغات أخرى]‏ - العدالة الحديدية [لغات أخرى]‏ - آيفي بليزارد [لغات أخرى]‏ - التأخر في الشمال [لغات أخرى]‏ - Panther Squeeze [لغات أخرى]‏ - Peninsula Strike [لغات أخرى]‏ - عملية كوكب إكس ‏ - عملية الفجر الأحمر - عملية تليك |
| 2004                                   | - معركة سامراء - Bulldog Mammoth [لغات أخرى]‏ - عملية أطفال العراق - Iron Saber [لغات أخرى]‏ - معركة الفلوجة الثانية - معركة الفلوجة الثانية - Phantom Linebacker [لغات أخرى]‏ - Plymouth Rock [لغات أخرى]‏ - معركة الفلوجة الأولى - Warrior's Rage [لغات أخرى]‏ |
| 2005                                   | - Able Rising Force ‏ - Able Warrior ‏ - Badlands - عملية سايكلون - Dagger - Iron Hammer [لغات أخرى]‏ - ماتادور - New Market [لغات أخرى]‏ - الرمح - Squeeze Play [لغات أخرى]‏ - الستارة الفولاذية |
| 2006                                   | - الماجد - Gaugamela - Guardian Tiger ‏ - Iron Triangle [لغات أخرى]‏ - عملية ميدوسا - River Falcon ‏ - Scorpion - عملية سندباد [لغات أخرى]‏ - Swarmer - عملية معا إلى الأمام |
| 2007                                   | - عملية اللجاه [لغات أخرى]‏ - Arbead II ‏ - عملية آردنس [لغات أخرى]‏ - عملية النسر الأسود - عملية النسر المغوار - عملية فورسيث بارك ‏ - عملية فرض القانون - Leyte Gulf [لغات أخرى]‏ - Marne Avalanche [لغات أخرى]‏ - عملية شعلة مارن ‏ - عملية ماوتني [لغات أخرى]‏ - Phantom Strike [لغات أخرى]‏ - فانتوم ثاندر [لغات أخرى]‏ - Polar Tempest ‏ - Purple Haze ‏ - Saber Guardian [لغات أخرى]‏ - Sledgehammer - Stampede 3 [لغات أخرى]‏ - Tiger Hammer [لغات أخرى]‏ - عملية الحارس الشجاع ‏ |
| 2008                                   | - Operation Defeat Al Qaeda in the North - بشائر الخير - Operation Phantom Phoenix || العراق الغزو الأمريكي للعراق - - جاي غارنر - بول بريمر - الحكومة العراقية المؤقتة - غازي الياور - إياد علاوي - الانتخابات العراقية - جلال الطالباني - إبراهيم الجعفري - نوري المالكي - إعدام صدام حسين |
| تحرير |